# Mido Kotaini
Mido Kotaini (* 20. März 2002) ist ein syrischer Schauspieler.

## Leben
Mido Kotaini floh im Alter von 14 Jahren ohne seine Eltern vor dem syrischen Bürgerkrieg nach Deutschland. Er gab sein Schauspieldebüt als Osman in der Comedy-Serie Almania, die seit März 2021 im Ersten ausgestrahlt wird. Im Jahr 2023 war er in den Krimi-Reihen Tatort und Kommissarin Lucas. 
Kotaini wirkte 2024 neben Jella Haase in der von Bora Dagtekin inszenierten Filmkomödie Chantal im Märchenland als Aladin mit. Bei dem Film handelt es sich um ein Spin-Off der Fack-ju-Göhte-Filmreihe.
Kotaini lebt in Düsseldorf und spricht neben Deutsch seine Muttersprache Arabisch sowie Englisch und Spanisch.

## Filmografie
- 2021–2024: Almania (Fernsehserie, 18 Folgen)
- 2022: Doppelhaushälfte (Fernsehserie, Episode 1x08)
- 2022: Mein Lotta-Leben: Alles Tschaka mit Alpaka!
- 2023: Tatort: Schutzmaßnahmen (Krimi-Reihe)
- 2023: Kommissarin Lucas – Finale Entscheidung (Krimi-Reihe)
- 2024: Chantal im Märchenland
- 2024: Rentnercops jeder Tag zählt! (Fernsehserie, 1 Folge)
- 2024: Karantina (Fernsehserie)
- 2025: Erzgebirgskrimi – Die letzte Note